# جيرمانك-إس إس
جيرمانك إس إس Germanic SS ((بالألمانية: Germanische SS) كان الاسم الجماعي لمجموعات شوتزشتافل الألمانية التي أنشأت في أوروبا المحتلة بين عامي 1939 و1945. تم تصميم الوحدات على طراز ألجيماينه إس إس في ألمانيا النازية. وجدت مثل هذه الجماعات في النرويج والدنمارك وهولندا وبلجيكا، والتي يعتبر سكانها العقيدة النازية «عنصريًة مناسبة» على وجه الخصوص. وقد خدموا عادةً كشرطة أمنية محلية لزيادة الوحدات الألمانية في غيستابو والشرطة الأمنية الألمانية، وغيرها من الإدارات التابعة لمكتب الأمن الرئيسي في الرايخ الألماني.

## التأسيس
قبل الحرب، كان لكل من الدنمارك والنرويج أحزاب فاشية. تأسس حزب العمال الدنماركي الوطني الاشتراكي في عام 1930، ومع ذلك، حصل فقط ثلاثة مقاعد في البرلمان عام 1939. وبحلول عام 1933، كان فيدكون كفيشلينغ زعيم حزب سياسي نرويجي، التجمع الوطني. ومع ذلك، لم يكن فعالًا كحزب سياسي حتى استولت الحكومة الموالية لألمانيا بعد احتلال النرويج. في تلك المرحلة، تم إعادة إنشاء شرطة الولاية التابعة لها، التي تم إلغاؤها في عام 1937، لمساعدة الغيستابو في النرويج. في هولندا، حققت الحركة الإشتراكية القومية بهولندا نجاحًا أكبر قبل الحرب. حصل الحزب على أربعة في المائة من الأصوات في الانتخابات الوطنية لعام 1937. بعد الاحتلال في عام 1940، عملت كل هذه المجموعات في بلدانهم لدعم ألمانيا النازية وأصبحت أماكن تجنيد لفافن-إس إس.
تنبع الفكرة النازية وراء اختيار أشخاص ألمان إضافيين إلى قوات الأمن الخاصة، إلى حد ما، من اعتقاد فولكيش بأن الوطن الآري الجرماني الأصلي استقر في الدول الاسكندنافية وهذا، بمعنى عرقي-أيديولوجي، أشخاص من هناك أو من شمال أوروبا المجاورة التي كانت المناطق عبارة عن خزانًا بشريًا لدم الشمالي/الجرمانية. أتاح غزو أوروبا الغربية للألمان، وخاصة القوات الخاصة، الوصول إلى هؤلاء «المجندين المحتملين» الذين كانوا يعتبرون جزءًا من «الأسرة الجرمانية» الأوسع. أربع من هذه الدول التي تم فتحها من الشعوب الجرمانية الناضجة وفقًا للتقديرات النازية (الدنمارك والنرويج وهولندا وفلاندرز). أشار هيملر إلى أشخاص من هذه الأراضي من حيث ملاءمتهم الجرمانية مثل، " blutsmässig unerhört wertvolle Kräfte" («بالدم من ذوي المؤهلات العالية للغاية»). تم تجنيد بعضهم في قوات الأمن الخاصة وتمتعوا بأعلى الامتيازات التي تمتع بها العمال الأجانب من هذه المناطق، بما في ذلك الاتصال الجنسي غير المقيد بالنساء الألمان. حرصًا على توسيع نطاق وصولهم، النازيين المتعصبين مثل رئيس مكتب قوات الأمن الخاصة الرئيسي، نظر جوزيف بيرغر إلى جيرمانك إس إس باعتبارها الأساس لإمبراطورية ألمانية مزدهرة.
بدأت رؤية هيملر لدولة ألمانية جرمانية تشمل هولندا وبلجيكا وشمال شرق فرنسا جميعها في دولة جرمانية غربيّة تُدعى بورغونيا، وستكون قوات الأمن الخاصة بمثابة شرطة أمنية عازلة لألمانيا. في عام 1940، ظهر أول مظهر من مظاهر إس إس الجرمانية في فلاندرز حيث تم الانضمام إلى جيرمانك إس إس فلاندرز بعد شهرين من قِبل نذرلاندز إس إس الهولندي وفي مايو 1941 تم تشكيل SS Norges النرويجية. كانت الدولة الأخيرة التي ساهمت في قوات الأمن الخاصة هي الدنمارك، التي أنشأت في شهر أبريل عام 1943 في جرمانسك كوربيت (التي سميت فيما بعد فيلق شلبورغ). بالنسبة إلى قوات الأمن الخاصة، لم يفكروا في مواطنيهم من حيث الحدود الوطنية ولكن من حيث التركيبة العنصرية الجرمانية، والمعروفة من الناحية النظرية لهم باسم Deutschtum، فكرة أكبر والتي تجاوزت الحدود السياسية التقليدية. في الوقت الذي توقعت فيه قيادة قوات الأمن الخاصة علاقة إمبريالية وشبه حكم ذاتي لدول الشماليو/الجرمانية مثل الدنمارك وهولندا والنرويج كشركاء في إمبراطورية جرمانية أكبر، رفض هتلر منحهم نفس درجة الاستقلال رغم استمرار الضغط من كبار أعضاء إس إس.

## الواجبات
كان الغرض من جيرمانك إس إس فرض السياسة العنصرية لألمانيا النازية، وخاصة الأفكار المعادية للسامية. وقد خدموا عادةً كشرطة أمنية محلية تعزيز الوحدات الألمانية في غيستابو والشرطة الأمنية الألمانية والإدارات الرئيسية الأخرى في مكتب الأمن الرئيسي للرايخ. كانت مسؤولياتهم الرئيسية خلال فترة الحرب هي اقتلاع الحزبيين والمنظمات التخريبية وأي جماعة تعارض الأفكار النازية. وفي حالات أخرى، تم توظيف هذه الوحدات الأجنبية من قوات الأمن الخاصة من قبل الشركات الألمانية الكبرى لترويج الدعائي للقضية النازية بين المواطنين. بالإضافة إلى ذلك، كان إدراج الشعوب الجرمانية الأخرى جزءًا من المحاولة النازية لإضفاء الطابع الألماني على أوروبا، واستلزم الأمر بالنسبة إليهم إنشاء إمبراطورية يحكمها الشعب الجرماني على حساب الأجناس الأخرى.
كانت واحدة من أكثر المجموعات شهرة في هولندا حيث تم استخدام قوات الأمن الخاصة الألمانية لاعتقال اليهود. من بين 140.000 يهودي عاشوا في هولندا قبل عام 1940، نجا حوالي 24000 من الحرب من خلال الاختباء.على الرغم من أعدادهم الصغيرة نسبيًا، فقد تم تعقب ما مجموعه 512 يهوديًا من أوسلو من قبل الشرطة النرويجية وGermananske SS Norge؛ بمجرد القبض عليهم، تم ترحيلهم إلى معسكر الاعتقال أوشفيتز. تم جمع المزيد من اليهود في أماكن أخرى، لكن العدد الإجمالي لليهود النرويجيين الذين تم أسرهم لم يصل إلى ألف خلال فترة الحرب. تم التخطيط لتدابير مماثلة من قبل قوات الأمن الخاصة ضد اليهود الدنماركيين الذين بلغ مجموعهم حوالي 6500 ولكن معظمهم تمكنوا من الاختباء أو الهرب إلى السويد قبل حشد الممثل الألماني في الدنمارك - إس إس- الجنرال فيرنر بست- قوات إس إس واستكمال الغارات وعمليات الترحيل المخطط له  

## منظمات SS الجرمانية

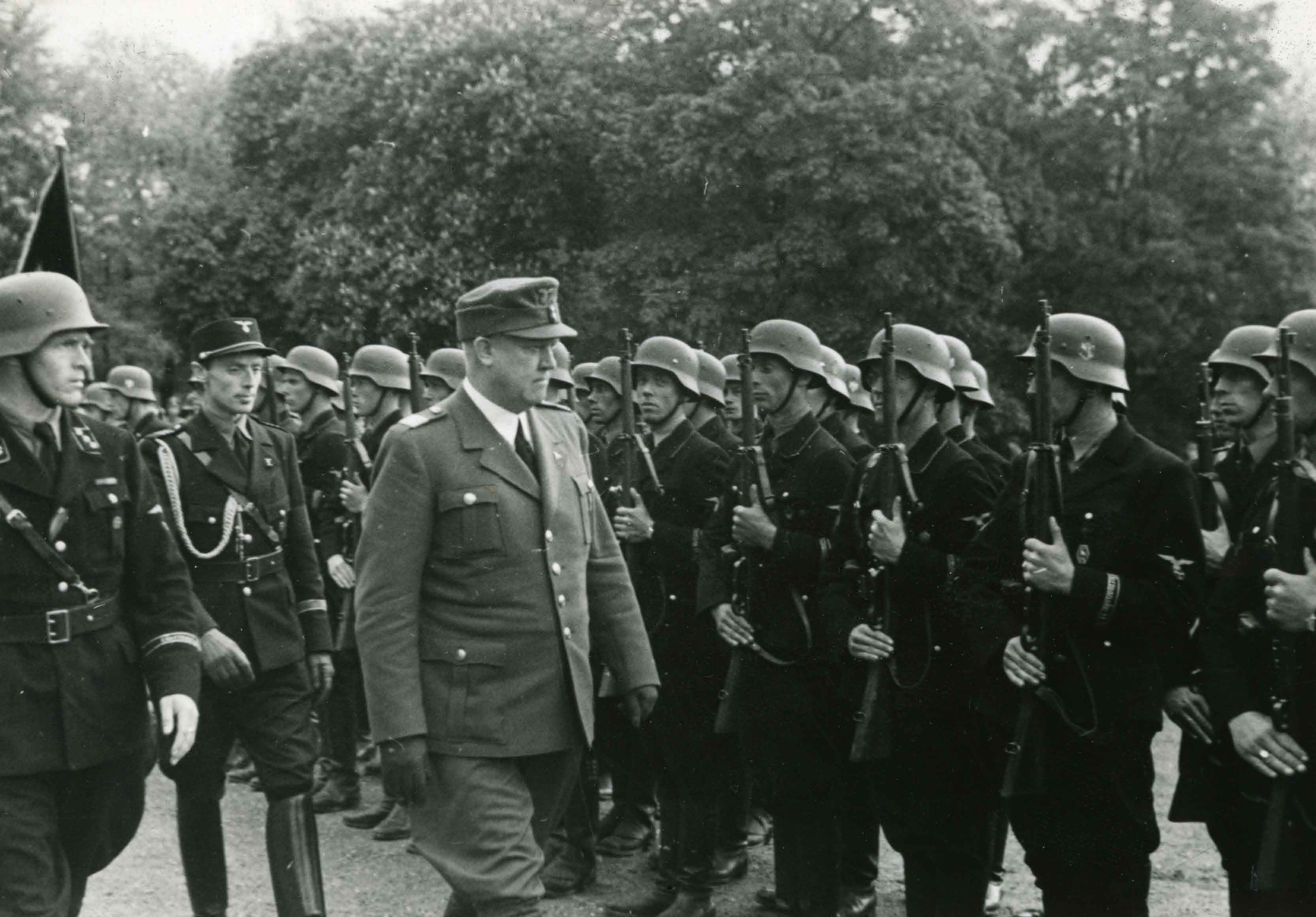
فيدكون كفيشلينغ يتفقد Germanske SS NORGE في ساحة قصر في أوسلو

شكلت البلدان التالية مجموعات مفرزة جرمانية نشطة:
- هولندا: Germaansche SS في هولندا (قبل 1942: Nederlandsche SS)
- فلاندرز (بلجيكا): ermaansche SS in Vlaanderen (قبل 1942: Algemeene SS Vlaanderen) أحد التكوينات التعاونية الأولى لجيرمانك إس إس وفي عام 1943 أصبحت مرتبطة بحزب DeVlag السياسي الراديكالي. بشكل غير رسمي، أراد هيملر استخدام المنظمة لاختراق بلجيكا المحتلة، والتي كانت تحت سيطرة حكومة فيرماخت العسكرية، وليس الحزب أو قوات الأمن الخاصة.[11] كما تم استخدام SS-Vlaanderen لتزويد الوحدات المعادية لليهود في أجهزة الأمن الألمانية بموظفي مساعدين.[12]
- النرويج: كانت Germanske SS Norge (قبل عام 1942: Norges SS) منظمة شبه عسكرية تأسست في النرويج في يوليو 1942. كانت GSSN في الوقت نفسه فرعًا نرويجيًا لجيرمانك إس إس، وهي منظمة فرعية تابعة لتجمع الوطني. كان زعيم المنظمة هو Jonas Lie، والثاني في القيادة كان Sverre Riisnæs. بلغ عدد الأعضاء بحد أقصى 1300 عضو في عام 1944. تم تجنيد جزء كبير من الأعضاء من الشرطة، وخدم حوالي 50 بالمائة منهم في الاتحاد السوفيتي المحتل.[13][14]
- الدنمارك: تم تشكيل فيلق شلبورغ، فرع جيرمانك إس إس الدنماركي في 2 فبراير 1943. في 30 مارس تم تغيير اسم الفيلق إلى شالبورغ. خلال صيف عام 1943، كان سورين كام قائدًا لفيلق شالبورغ.[15]

كما توجد منظمة نازية سرية في سويسرا، تعرف باسم Germanische SS Schweiz. كان لديها عدد قليل جدا من الأعضاء واعتبرت مجرد مجموعة نازية منشقة من قبل السلطات السويسرية.

## بعد الحرب العالمية الثانية
بعد الحرب العالمية الثانية، حوكم العديد من أعضاء قوات الأمن الخاصة الألمانية من قبل بلدانهم بتهمة الخيانة. أجريت محاكمات مستقلة لجرائم الحرب (خارج نطاق اختصاص محاكمات نورمبرغ) في العديد من الدول الأوروبية، مثل هولندا والنرويج والدنمارك، مما أدى إلى عدة أحكام بالإعدام، على سبيل المثال بالنسبة لقائد شالبورغ كوربس كنود بورج مارتينسن.

### اقتباسات
1. 1 2 3 4 5  Weale 2012.
2. ↑  Shirer 1990.
3. ↑  Puschner 2013.
4. 1 2  Frijtag Drabbe Künzel 2013.
5. ↑  Hilberg 1992.
6. 1 2  Höhne 2001.
7. 1 2  McNab 2013.
8. ↑  Mineau 2011.
9. ↑  Bauer 1982.
10. ↑  Bloxham 2009.
11. ↑  Bosworth، R. J. B. (2009). The Oxford handbook of fascism. دار نشر جامعة أكسفورد. ص. 483. ISBN:978-0-19-929131-1.
12. ↑  Mikhman، Dan (1998). Belgium and the Holocaust: Jews, Belgians, Germans. Berghahn Books. ص. 212. ISBN:978-965-308-068-3.
13. ↑  Sørensen, Øystein (1995). "Germanske SS Norge (GSSN)". In هانس داهل (ed.). Norsk krigsleksikon 1940–1945 (بالنرويجية). Oslo: Cappelen. pp. 133–134. ISBN:82-02-14138-9.
14. ↑  Emberland, Terje; Kott, Matthew (2012). Himmlers Norge. Nordmenn i det storgermanske prosjekt (بالنرويجية). Oslo: Aschehoug. pp. 341–349. ISBN:978-82-03-29308-5.
15. ↑  Høgh-Sørensen, Erik (2013). Drabet på Clemmensen og historien om Søren Kam [The murder of Clemmensen and the story of Søren Kam] (بالدنماركية) (2. revised (after Dansk Dødspatrulje) ed.). People's Press. 223 pages. ISBN:978-87-7137-540-4. Archived from the original on 2016-04-30.
16. ↑  Fink 1985.